# Kolmårdens landsfiskalsdistrikt
Kolmårdens landsfiskalsdistrikt var 1918-1955 ett landsfiskalsdistrikt i Östergötlands län, bildat som Bråbo landsfiskalsdistrikt när Sveriges indelning i landsfiskalsdistrikt trädde i kraft den 1 januari 1918, enligt beslut den 7 september 1917. När Sveriges nya indelning i landsfiskalsdistrikt trädde i kraft den 1 januari 1952 (enligt kungörelsen 1 juni 1951) ändrades distriktets namn till Kolmårdens landsfiskalsdistrikt. Den 1 januari 1956 (enligt beslut den 30 december 1955) upplöstes distriktet och förenades med Vikbolandets landsfiskalsdistrikt, och bildade ett nytt distrikt, benämnt Bråbygdens landsfiskalsdistrikt.
Landsfiskalsdistriktet låg under länsstyrelsen i Östergötlands län.

## Ingående områden
När Sveriges nya indelning i landsfiskalsdistrikt trädde i kraft den 1 oktober 1941 (enligt kungörelsen den 28 juni 1941) tillfördes Kvarsebo landskommun från Vikbolandets landsfiskalsdistrikt. 1 januari 1952 ändrades distriktets omfattning.

### Från 1918
Bråbo härad:
- Kvillinge landskommun
- Simonstorps landskommun

Lösings härad:
- Krokeks landskommun

### Från 1 oktober 1941
Bråbo härad:
- Kvillinge landskommun
- Simonstorps landskommun

Lösings härad:
- Krokeks landskommun

Östkinds härad:
- Kvarsebo landskommun

### Från 1 januari 1952
- Kolmårdens landskommun
- Kvillinge landskommun